# Lieder am See

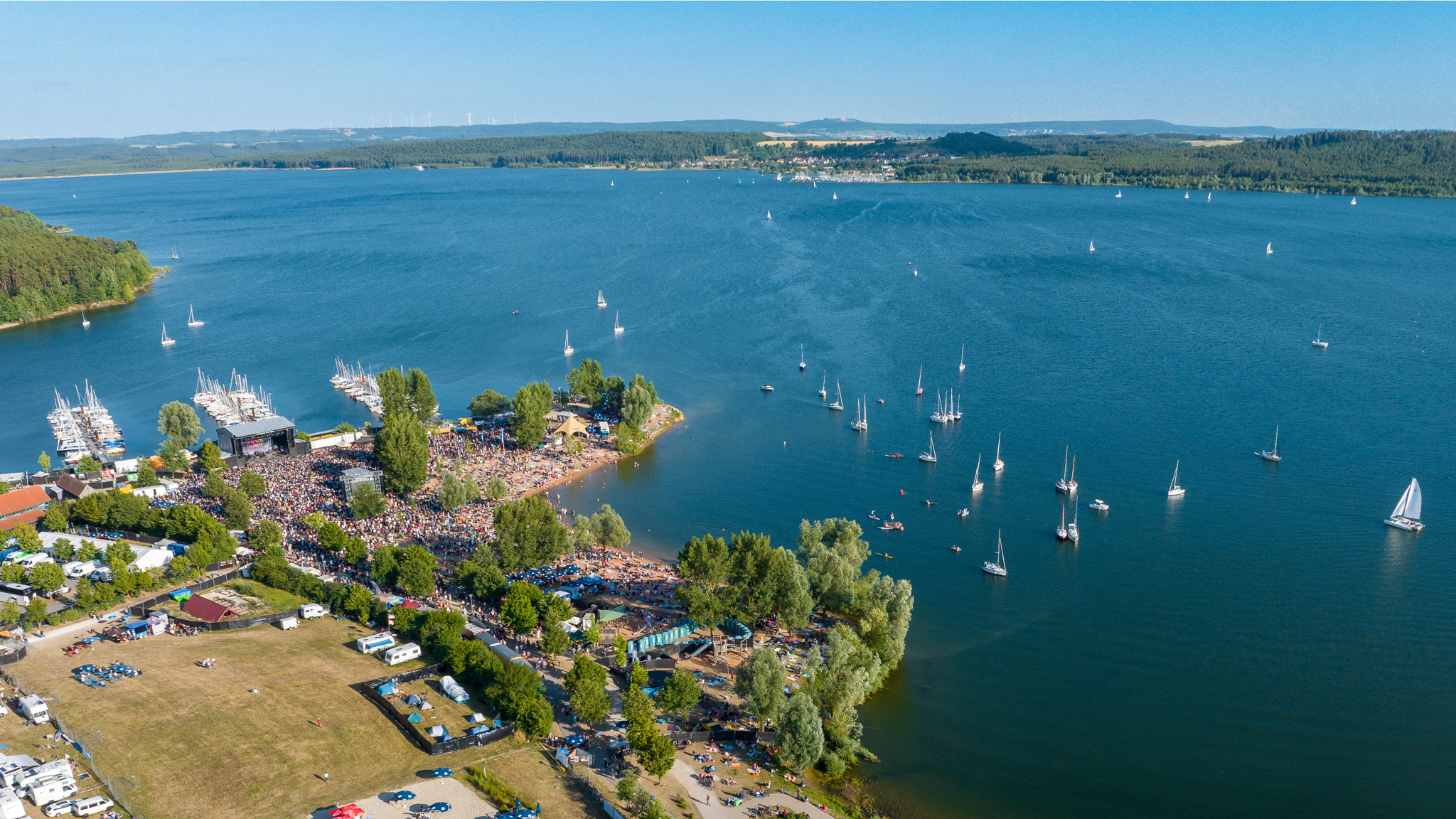
Blick auf das Festivalgelände (2022)

Lieder am See ist ein seit 2011 jährlich im Juli im mittelfränkischen Enderndorf am See stattfindendes, eintägiges Open-Air-Musikfestival. Das Festivalgelände befindet sich direkt am Badestrand des Großen Brombachsees. Den musikalischen Schwerpunkt bilden internationale Bands aus dem Bereich des Classic Rocks. Daneben gibt es einen Biergarten mit Livemusik und zwischen den Konzerten sind Schiffsrundfahrten auf dem Brombachsee mit der MS Brombachsee möglich, die dazu direkt am Festivalgelände anlegt.

## Geschichte
Das Lieder am See Classic Rock Open-Air-Festival fand erstmals im Jahr 2011 statt. Während es im Jahr 2012 noch rund 3.000 Besucher waren, war das Festival 2022 mit 12.000 Fans ausverkauft.
2016 wurde die Bühne am Großen Brombachsee am Vorabend des Festival auch von Cro im Rahmen seiner MTV-Unplugged-Tour genutzt.
In den Jahren 2020 und 2021 musste das Festival bedingt durch die Corona-Pandemie abgesagt werden, so dass im Jahr 2022 die 10. Ausgabe stattfand. Aber auch hier hatte die Pandemie noch Einfluss auf das Festival und The Sweet mussten ihren Auftritt aufgrund der Corona-Erkrankung von Sänger Paul Manzi absagen. Dafür sprang kurzfristig Stinger ein.
Veranstalter des Festivals ist die Nürnberger Firma Concertbüro Franken, die u. a. auch Festivals wie die Pyraser Classic Rock Night veranstaltet.

## Line-ups
(Quelle: )
- 2011: BAP – The Seer – Wolfgang Ambros & die Nr. 1 vom Wienerwald – Manfred Mann’s Earth Band –  Human Touch
- 2012: Hubert von Goisern – Ganes – Chris Norman – Barclay James Harvest feat. Les Holroyd – Human Touch
- 2013: Jethro Tull’s Ian Anderson – The Hooters  – Ken Hensley & Band – Roger Chapman & The Shortlist –  Human Touch
- 2014: Alan Parsons Live Project – Wolf Maahn & Band – Nazareth – John Lees' Barclay James Harvest – Human Touch
- 2015: Golden Earring – Willy Michl – Ten Years After – Albert Hammond – The Sweet – Human Touch
- 2016: Foreigner – Manfred Mann’s Earth Band – Marillion – Mungo Jerry – Andy Frasco –  Human Touch
- 2017: Roger Hodgson formerly of Supertramp – Suzi Quatro – Extrabreit – The Sweet – Uriah Heep – Human Touch
- 2018: Status Quo – The Strayin Sparrows – Ray Wilson – Wishbone Ash – Spider Murphy Gang – The Original Gypsies (Reunion of the four former members of the legendary Gipsy Kings) – Human Touch
- 2019: BAP – Gotthard – Fischer Z –  Mother's Finest – Black Tape Lion – Human Touch
- 2020: ausgefallen
- 2021: ausgefallen
- 2022: Deep Purple – Saga -The Hooters – UFO – Blind Date – Stinger – Circus Electric
- 2023: Beth Hart – Jethro Tull – Uriah Heep – Nazareth –  Wolfgang Ambros – The Sweet – Human Touch
- 2024: Suzi Quatro – Europe – Manfred Mann’s Earth Band – Level 42 – Wishbone Ash – Big Country
- 2025: Alice Cooper – Fury in the Slaughterhouse – Mother’s Finest – Michael Schenker – Slade – Birth Control